# Roselyn Sánchez
Roselyn Milagros Sánchez Rodríguez (San Juan, Puerto Rico, 1973. április 2. –) Puerto Ricó-i  színésznő, énekes, dalszerző, modell, producer és író.

## Fiatalkora
Roselyn Sánchez Rodríguez Puerto Rico fővárosában San Juanban született. Roselyn a legfiatalabb, három bátyja van. Alapfokú oktatásban részesült San Juanban. Fiatal korban érdeklődést mutatott mind a tánc, mind a színészkedés iránt, és családja számára bemutatókat is készített. Sánchez beiratkozott a Puerto Rico Egyetemre, ahol apjával és testvéreivel hasonlóan marketingtevékenységet folytatott. Három év elteltével azonban elhagyta a pályát. 1991-ben, 18 éves korában Sánchez New Yorkba költözött, ahol táncot, színjátszást és éneklést tartott. Aztán visszatért Puerto Ricóba. 1992-ben debütált a Ron kapitány című filmben, melyet részben Puerto Ricóban forgattak, Martin Short és Kurt Russell is szerepelt a filmben.

## Pályafutása
1993-ban Sánchez nyerte meg a Miss Puerto Rico Petite versenyt, 1994-ben pedig elnyerte a Miss American Petite nemzetközi címet, nemzetközi hírnevet szerzett. Sánchezt a gyönyörű nők számos éves listájára nevezték, Maxim magazin Hot 100 listáján: 2001, 2002 és 2006-ban. AskMen.com a legjobb 99 legkívánatosabb nők listáján: 2005 és 2006-ban, FHM magazin a "100 legszexisebb nő" listáján: 2005 és 2006-ban szerepelt.
2001-ben Sánchez-t Isabella Molina, egy titkos amerikai titkosszolgálat ügynökévé választották, aki Jackie Chan szerelmi érdeklődése volt a Csúcsformában 2.-ben. 2003-ban Lorena szerepét Chasing Papi filmben játszotta, Jaci Velasquez és Sofía Vergara mellett. Sánchez 20 filmben játszott, köztük Maria Edisonban és Karen Lopez Underclassman-ban. A Puerto Rican Cayo című filmben szerepelt, 2005-ben.
2003-ban megjelent az első zenei felvétele, a Borinqueña. Az album első kislemeze, az "Amor Amor" nagy figyelmet szentelt, valamint a Latin Grammy-díjat a legjobb zenei videóhoz. Craig David "Hidden Agenda" és "Personal" című zenéjében, valamint a "Make Me Better" című Fabolous videóban jelent meg.
2005 őszén Sánchez csatlakozott egy CBS televíziós sorozathoz (Nyomtalanul Without a Trace), ahol 2009-ig Elena Delgado ügynökként játszott.
2012-ben Sánchezt a Marc Cherry rendezte Született szobalányokban (Devious Maids) Ana Ortiz mellé választották be. 2012. május 14-én a pilot epizód nem aratott sikert, eltörölték.
2012. június 22-én azonban mégis elindult a Született szobalányok című TV-sorozat. 2013. június 23-án mutatták be a sorozatot.

## Magánélete
1998. augusztus 9-től 2001. április 15-ig tartó házasságot kötött az angol (korábban bokszoló és modell) Gary Stretch színésszel. A válás után kapcsolatba kezdett a Puerto Ricó-i salsa énekessel, Victor Manuelle-lel. 2005 decemberében azonban bejelentette, hogy a kapcsolatuknak vége, az elválás barátságos volt. Sánchez 2008. november 29-én férjhez ment Eric Winter színészhez San Juanban. 2011 augusztusában Sánchez bejelentette, hogy ő és Winter az első gyermeküket várják. 2012. január 4-én megszületett lányuk, Sebella Rose Winter. 2017 nyarán látott napvilágot a hír, hogy második gyermeküket várják. 2017. november 3-án megszületett fiúk, Dylan Gabriel Winter.

## Filmográfia
| Év   | Cím                                        | Szerep                    | Magyar hang    |
| ---- | ------------------------------------------ | ------------------------- | -------------- |
| 1992 | Ron Kapitány Captain Ron                   | Clarise, sziget lány      |                |
| 1999 | Botcsinálta túsz Held Up                   | Trina                     |                |
| 2001 | Csúcsformában 2. Rush Hour 2               | Isabella Molina ügynök    | Németh Borbála |
| 2002 | Hajó a vége Boat Trip                      | Gabriella                 |                |
| 2002 | Kiképzőtábor Basic                         | Nunez                     |                |
| 2003 | Nő a köbön Chasing Papi                    | Lorena                    |                |
| 2004 | Larceny                                    | Angela                    |                |
| 2005 | Philadelphiai gengszterek State Property 2 | District Attorney (D. A.) |                |
| 2005 | Osztályalsó Underclassman                  | Karen Lopez               |                |
| 2005 | Cayo                                       | Julia fiatalon            |                |
| 2005 | Edison                                     | Maria                     |                |
| 2005 | Shooting Gallery                           | Jezebel Black             |                |
| 2006 | Yellow                                     | Amaryllis Campos          |                |
| 2007 | Gyerekjáték The Game Plan                  | Monique Vasquez           |                |
| 2007 | Csúcsformában 3. Rush Hour 3               | Isabella Molina ügynök    |                |
| 2009 | The Perfect Sleep                          | Porphyria                 |                |
| 2010 | Las Vegas-i vagányok Venus & Vegas         | Kristen                   |                |
| 2012 | Act of Valor                               | Morales                   |                |
| 2016 | Mothers and Daughters                      | Jessica                   |                |
| 2018 | Traffik                                    | Malia                     |                |

### Sorozatok
| Év        | Cím                                              | Szerep                                            | Magyar hang        |
| --------- | ------------------------------------------------ | ------------------------------------------------- | ------------------ |
| 1996–1997 | As the World Turns                               | Pilar Domingo                                     | –                  |
| 1997–1998 | Fame L.A.                                        | Lili Arguelo                                      | –                  |
| 1999      | Ryan Caulfield: Year One                         | Kim Veras                                         | –                  |
| 2000      | Nash Bridges                                     | Belinda Cruz                                      | –                  |
| 2002      | Miss Miami                                       | Ismeretlen szerep                                 | –                  |
| 2002      | In-Laws                                          | Dani                                              | –                  |
| 2002      | The Drew Carey Show                              | Maria                                             | –                  |
| 2003–2004 | L.A. Dragnet                                     | Det. Elana Macias                                 | –                  |
| 2005      | Kojak                                            | ADA Carmen Warrick                                | –                  |
| 2005–2009 | Nyomtalanul Without a Trace                      | Elena Delgado                                     | Kisfalvi Krisztina |
| 2009      | Royal Pains Royal Pains                          | Sofia Santos                                      | –                  |
| 2011      | Született detektívek Rizzoli & Isles             | Valerie Hudson asszisztens körzeti ügyész         | –                  |
| 2012      | Született feleségek Desperate Housewives         | Carmen Luna                                       | –                  |
| 2013–2016 | Született szobalányok Devious Maids              | Carmen Luna                                       | –                  |
| 2014      | Familia En Venta                                 | Lili                                              | –                  |
| 2016      | Telenovela                                       | Riporter, A Hurikkán – című részben (Cameoszerep) | –                  |
| 2019      | Grand Hotel                                      | Gigi Mendonza                                     | –                  |
| 2019      | A Taste of Summer                                |                                                   | –                  |
| 2020      | Az újonc The Rockie                              | Valerie Castillo                                  | –                  |
| 2021      | Fantasy Island – Az álmok szigete Fantasy Island | Elena Roarke                                      | Németh Borbála     |

### Diszkográfia
- 2003: Borinqueña

Singles